# Anne Jolivet
Anne Jolivet  est une actrice et scénariste française, née en 1947 à Metz.
Interprète à l'écran, elle a été l'héroïne principale du feuilleton télévisé Noële aux quatre vents (1970). Active également dans le doublage, elle a notamment prêté plusieurs fois sa voix à Demi Moore et Kathleen Turner.

## Biographie

### Carrière
Anne Jolivet suit un cursus d'art dramatique en suivant une formation au Cours Simon.
À la fin des années 1960, elle commence sa carrière d'actrice par le doublage en participant au film Duffy, le renard de Tanger et Easy Rider (1968 et 1969). Elle poursuit à l'écran et tourne dans le film Les Cracks d'Alex Joffé, aux côtés de Bourvil, Patrick Préjean ou Francis Lax, entre autres,.
En 1970, elle décroche alors le rôle principal du feuilleton télévisé Noële aux quatre vents. Durant une dizaine d'années environ, elle met de côté le doublage pour se consacrer pleinement au cinéma et la télévision. Elle joue alors dans La Punition, Autopsie d'un complot, les séries L'Aéropostale, courrier du ciel, Médecins de nuit ou encore La Vie des autres.
Au début des années 1980, elle revient au doublage et devient la voix française régulière de Kathleen Turner (dont À la poursuite du diamant vert, Scoop, La Guerre des Rose, etc.) et une voix récurrente de Demi Moore (dont 'Proposition indécente, La Jurée, etc.). Pour la télévision, elle double Tanya Roberts dans Drôles de dames, Melanie Chartoff (la principale Grace Musso dans Parker Lewis ne perd jamais, Lorraine Toussaint dans Preuve à l'appui, Julia Louis-Dreyfus dans Seinfeld, etc.
Elle est aussi une voix de l'animation comme le personnage Rachel Lambert dans Nicky Larson ou encore Miss Kitty dans Fievel au Far West.
Fin des années 1990, elle ralentit son activité dans le doublage afin de se consacrer à l'écriture pour le théâtre,. Elle signe sa première pièce Sammy Doc et Fifi en 1999, avec Gérard Berner, Jacques Ebner et Serge Sauvion. Cette pièce, créée à Paris, montée à Villeneuve en Suisse, est ensuite jouée dans ces mêmes villes, ainsi qu'après avoir été traduit en espagnol, à Malaga et à Madrid,. Elle poursuit avec Le mac a mangé mon mec, Je viens d'un pays de neige, Le Café de la dernière chance ou encore Sexy Dancing. Puis, elle écrit des pièces radiophoniques comme Tu leur diras que j'étais belle, J'ai commandé du sable blanc, Help un bébé peut en cacher un autre, etc.
En 2001, elle obtient le prix « Nouveau talent auteur » décerné par la Société des auteurs et compositeurs dramatiques (SACD).
Puis, elle reçoit une bourse de la Fondation Beaumarchais pour Louise, la Vierge Rouge.
En parallèle de son activité d'actrice, elle fait aussi de la chanson et enregistre notamment plusieurs disques, dont un duo avec le chanteur Gilles Dreu, dans les années 1970.

### Vie privée
Au début des années 1970, elle a été en couple avec le chanteur Gilles Dreu.

## Filmographie

### Cinéma
- 1968 : Les Cracks d'Alex Joffé : Jocelyne
- 1973 : La Punition de Pierre-Alain Jolivet : Gloria
- 1978 : Autopsie d'un complot de Mohamed Slimane Riad
- 1998 : Watani, un monde sans mal de Med Hondo : Mme Clément

### Télévision

#### Téléfilms
- 1984 : La Groupie de Jean Streff : Agathe
- 1984 : Une jeune femme en vert de Lazare Iglesis : Julie

#### Séries télévisées
- 1970 : Noële aux quatre vents : Noële Vaindrier
- 1979 : L'Inspecteur mène l'enquête : Louise Turland (1 épisode)
- 1980 : L’Aéropostale, courrier du ciel : Mme Daurat
- 1980 : Médecins de nuit : la pharmacienne (saison 3, épisode 5 : Amalgine de Gilles Legrand)
- 1981 : La Vie des autres de Gilles Legrand : Chantal (1 épisode, Christophe)
- 1989 : Le Masque : Nicole Mazurier (2 épisodes)

## Doublage

### Cinéma

#### Films
- Kathleen Turner dans :
  - À la poursuite du diamant vert (1984) : Joan Wilder
  - Les Jours et les Nuits de China Blue (1984) : Joanna Crane / China Blue
  - Le Diamant du Nil (1985) : Joan Wilder
  - Scoop (1989) : Christy Colleran
  - La Guerre des Rose (1989) : Barbara Rose
  - La Guerre des fées (1997) : Claudia
  - Virgin Suicides (1999) : Sara Lisbon[9]
  - Dumb and Dumber De (2014) : Fraida Fischer
- Demi Moore dans :
  - Proposition indécente (1993) : Diana Murphy
  - Les Amants du nouveau monde (1995) : Hester Prynne
  - La Jurée (1996) : Annie Laird
  - Si les murs parlaient (1996) : Claire Donnelly
  - Striptease (1996) : Erin Grant
  - Harry dans tous ses états (1997) : Helen
  - Charlie's Angels 2 (2003) : Madison Lee
  - Mr. Brooks (2007) : l'inspecteur Tracy Atwood
- Lin Shaye dans :
  - Insidious (2011) : Elise Rainier
  - Insidious : Chapitre 2 (2013) : Elise Rainier
  - Insidious : Chapitre 3 (2015) : Elise Rainier
  - Insidious : La Dernière Clé (2018) : Elise Rainier
- Mia Farrow dans :
  - Terreur aveugle (1971) : Sarah
  - Supergirl (1984) : Alura (1er doublage)
- Cherry Jones dans : 
  - Signes (2002) : l'officier Caroline Paski
  - The Party (2017) : Martha
- 1968 : Duffy, le renard de Tanger : Segolene (Susannah York)
- 1968 : Skidoo : Darlene (Alexandra Hay)
- 1969 : Easy Rider : Lisa, membre de la communaute hippie (Luana Anders)
- 1984 : La Corde raide : Beryl Thibodeaux (Geneviève Bujold)
- 1984 : Tank : la femme de Harris[Qui ?]
- 1985 : Recherche Susan désespérément : Leslie Glass (Laurie Metcalf)
- 1986 : Crocodile Dundee : Simone (Caitlin Clarke)
- 1987 : Predator : Anna Goncalves (Elpidia Carrillo)
- 1988 : Mississippi Burning : Mrs Pell (Frances McDormand)
- 1988 : Parle à mon psy, ma tête est malade : Vera Maitlin (Mary Gross)
- 1989 : Jacknife : Martha Flanagan (Kathy Baker)
- 1990 : Monsieur Destinée : Ellen Jane Burrows / Robertson (Linda Hamilton)
- 1991 : Highlander, le retour : Louise Marcus (Virginia Madsen)
- 1992 : Storyville : Natalie Tate (Joanne Whalley-Kilmer)
- 1993 : Tina : Rae Lindley (Phyllis Yvonne Stickney)
- 1993 : Sauvez Willy : Alline Bullock (Lori Petty)
- 1995 : Groom Service : Athena (Valeria Golino)
- 1995 : Georgia : Jo Miller (Jo Miller (I))
- 1996 : Dangereuse Alliance : Grace Downs, la mère de Nancy (Helen Shaver)
- 1997 : Volte-face : Hollis Miller (CCH Pounder)
- 1999 : Carrie 2 : Barbara Lang (J. Smith-Cameron)
- 1999 : Le Déshonneur d'Elisabeth Campbell : Elisabeth Campbell (Leslie Stefanson)
- 1999 : L'Ombre d'un soupçon : Peyton Van Den Broeck (Susanna Thompson)
- 2000 : À l'aube du sixième jour : la présentatrice du journal TV (Marianne Wibberley)
- 2000 : Mafia parano : Gloria Minetti Nesstra (Mary McCormack)
- 2001 : Escrocs : Gloria Sidell (Glenne Headly)
- 2002[10] : Nicholas Nickleby : Mme Squeers (Juliet Stevenson[11])
- 2002 : Star Trek : Nemesis : l'amiral Kathryn Janeway (Kate Mulgrew[12])
- 2002 : Dérapages incontrôlés : Valerie Gipson (Kim Staunton)
- 2003 : Elfe : Emily (Mary Steenburgen)
- 2003 : Dumb and Dumberer : Mme Dunne (Mimi Rogers[13])
- 2003 : Good Bye, Lenin! : Christiane Kerner (Katrin Sass[14])
- 2004 : Spider-Man 2 : Rosalie Octavius (Donna Murphy[15])
- 2004 : Le Clan des rois : Macheeba (documentaire, voix)
- 2004 : Thunderbirds : le professeur (Debora Weston)
- 2005 : Deepwater : Pam (Lesley Ann Warren)
- 2006 : Nanny McPhee : Selma Quickly (Celia Imrie[16])
- 2007 : Evan tout-puissant : Rita (Wanda Sykes)
- 2007 : La Cité Interdite : l'épouse du médecin royal (Chen Jin)
- 2007 : Hairspray : Prudy Pingleton (Allison Janney)

#### Films d'animation
- 1991 : Fievel au Far West : Miss Kitty
- 2002 : Cendrillon 2 : Une vie de princesse : Lady Trémaine, la Marâtre
- 2007 : Cars : Kori Turbowitz
- 2007 : Le Sortilège de Cendrillon : Lady Trémaine, la Marâtre
- 2008 : Bee Movie : Drôle d'abeille : le juge Bumbleton

### Télévision

#### Téléfilms
- 1986 : L'Épée de Gédéon : Shoshana (Leslie Hope)
- 2000 : Hercule Poirot, Le Couteau sur la nuque : Carlotta Adams (Fiona Allen[17])
- 2009 : 24 heures chrono : Redemption : la présidente Allison Taylor (Cherry Jones)
- 2012 : Carta a Eva : Carmen Polo (Ana Torrent[17])

#### Séries télévisées
- Lorraine Toussaint dans :
  - Preuve à l’appui (2002-2003) : Dr Elaine Duchamps
  - Agence Matrix (2003-2004) : Carina Wright
  - Saving Grace (2007-2009) : le capitaine Kate Perry
  - The Glades (2011) : Carol Watkins (saison 1, épisode 3)
  - NCIS : Enquêtes spéciales (2012) : Donna Wolfson (saison 8, épisode 15)
- Gail O'Grady dans :
  - Ally McBeal (2001) : Helena Fisher (saison 4, épisode 22)
  - Monk (2002) : Miranda St Claire (saison 1, épisodes 1 et 2)
  - Boston Justice (2007) : le juge Gloria Weldon
- Julia Louis-Dreyfus dans :
  - Seinfeld (1990-2008) : Elaine Benes
  - Old Christine (2006-indéterminée) : Christine Campbell
- Lesley Ann Warren dans :
  - Desperate Housewives (2005 / 2011) : Sophie Bremmer
  - US Marshals : Protection de témoins (2008-2012) : Jinx Shannon
- Kathleen Turner dans : 
  - Nip/Tuck (2006) : Cindy Plumb (saison 4, épisode 1)
  - Californication (2010) : Sue Collini (saison 3)
- 1980-1981 : Drôles de dames : Julie Rogers (Tanya Roberts)
- 1990-1991 : Twin Peaks : Nadine Butler Hurley (Wendy Robie) (2e voix)
- 1990-1993 : Parker Lewis ne perd jamais : la principale Grace Musso (Melanie Chartoff)
- 1991-1993 : Harry et les Henderson : Samantha Glic (Gigi Rice)
- 1991-1992 : Côte Ouest : Victoria Broyelard (Marcia Cross)
- 1994-1997 : New York Police Blues : Lilian Fancy (Tamara Tunie)
- 1995 : Central Park West : Stephanie Wells (Mariel Hemingway)
- 1997-1998 : Brooklyn South : l'officier Anne-Marie Kersey (Yancy Butler)
- 1999-2000 : Amy : Tanya Miller (L. Scott Caldwell)
- 1999-2005 : Les Feux de l'amour : Nora Thompson (Anita Finley)
- 2000 : Popular : Jean Ford (Dey Young)
- 2000 : Profiler : Karen Archer (Erin Gray)
- 2000-2001 : Geena : Judy (Kim Coles)
- 2002-2006 : Femmes de footballeurs : Jackie Pascoe-Webb (Gillian Taylforth)
- 2003-2004 : 24 heures chrono : Dr Nicole Duncan (Andrea Thompson)
- 2004 : Flics toujours : Sandra Pullman (Amanda Redman)
- 2006-2008 : Boston Justice : Joanna Monroe (Jane Lynch)
- depuis 2007 : Journal intime d'une call girl : Gail (Toyah Wilcox)
- 2009-2011 : 24 heures chrono : la présidente Allison Taylor (Cherry Jones)
- 2009-2015 : Nurse Jackie : Jackie Peyton (Edie Falco)
- 2010 : Gossip Girl : le doyen Dean Reuther (Jayne Atkinson) (4 épisodes, saison 4)
- 2012 : Warehouse 13 : Jane Lattimer (Kate Mulgrew) (saisons 3 et 4 - 1re voix)
- 2012 : Borgen, une femme au pouvoir : Yvonne Kjær (Jannie Faurschou)
- 2012-2013 : Smash : Leigh Conroy (Bernadette Peters)

#### Séries d'animation
- 1987-1991 : Nicky Larson : Rachel Lambert
- 1989 : Galaxy Express 999 : Rose-Marie / la fiancée de Olo-Olo / voix additionnelles
- 1997 : Les Malheurs de Sophie : Mme de Fleurville

### Jeu vidéo
- 1998 : Grim Fandango : Mercedes Colomar alias « Mèche »

### Chanson
- 1972 : Jamais deux sans toi / Chante petite[18]. (Single deux titres - 45 tours Barclay 61 672)